# Bénéjacq
Bénéjacq ist eine französische Gemeinde mit 1.987 Einwohnern (Stand: 1. Januar 2022) im Département Pyrénées-Atlantiques in der Region Nouvelle-Aquitaine. Sie gehört zum Arrondissement Pau und zum  Kanton Vallées de l’Ousse et du Lagoin (bis 2015: Kanton Nay-Est). Die Einwohner werden Bénéjacquois genannt.

## Geographie
Bénéjacq liegt etwa 17 Kilometer südöstlich von Pau am Fluss Lagoin, einem Nebenfluss des Gave de Pau. Umgeben wird Bénéjacque von den Nachbargemeinden Bordères im Norden, Hours im Nordosten, Barzun im Osten und Nordosten, Pontacq im Osten, Labatmale im Südosten, Saint-Vincent und Coarraze im Süden sowie Mirepeix im Westen.

## Bevölkerungsentwicklung
| Jahr                      | 1962 | 1968 | 1975 | 1982 | 1990 | 1999 | 2006 | 2012 |
| Einwohner                 | 1302 | 1363 | 1350 | 1508 | 1587 | 1603 | 1783 | 1885 |
| Quelle: Cassini und INSEE |      |      |      |      |      |      |      |      |

## Sehenswürdigkeiten

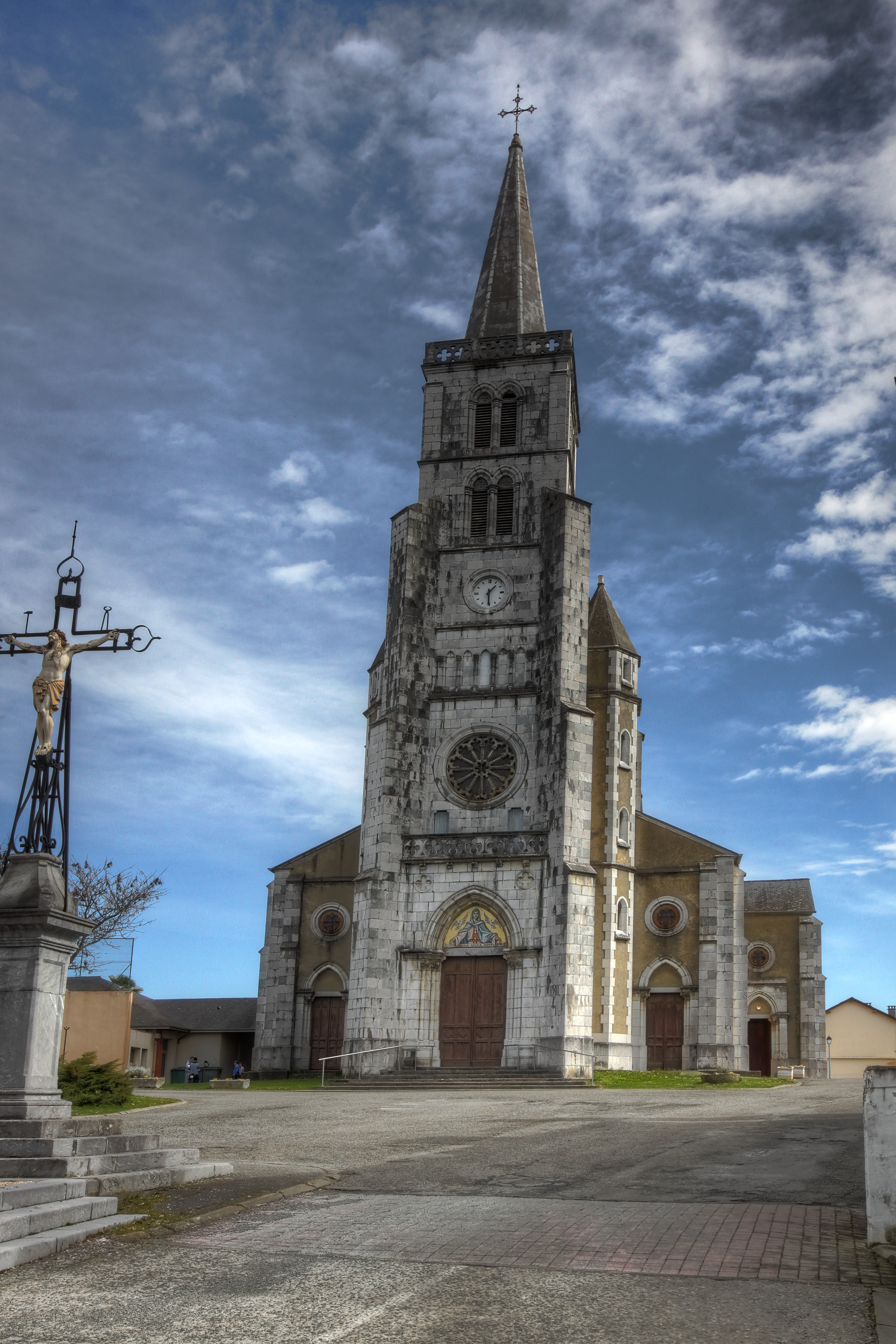
Kirche Notre-Dame-de-l'Assomption

- Kirche Notre-Dame-de-l'Assomption, in der zweiten Hälfte des 19. Jahrhunderts erbaut

## Persönlichkeiten
- Denis Buzy (1883–1965), katholischer Missionar und Archäologe